# Glendale (Missouri)
Glendale város az USA Missouri államában. Lakosainak száma 6176 fő (2020. április 1.).

## Népesség
A település népességének változása:

| 2010 | 5 925 |
| 2020 | 6 176 |